# Tripogandra multiflora
Tripogandra multiflora là một loài thực vật có hoa trong họ Commelinaceae. Loài này được (Sw.) Raf. miêu tả khoa học đầu tiên năm 1837.